# Курета жовточерева
Куре́та жовточерева (Nephelomyias lintoni) — вид горобцеподібних птахів родини тиранових (Tyrannidae). Мешкає в Еквадорі і Перу.

## Поширення і екологія
Жовточереві курети мешкають на східних схилах Еквадорських Анд на півдні країни, в провінціях Морона-Сантьяго, Асуай і Лоха, а також на країній півночі Перу, в ругіоні П'юра. Вони живуть в кронах і середньому ярусі гірських вологих і хмарних лісів. Зустрічаються на висоті від 2250 до 3050 м над рівнем моря. Живляться комахами, на яких чатують серед рослинності, а також плодами. Зустрічаються в невеликих зграйках, іноді приєднуються до змішаних зграй птахів.

## Збереження
МСОП класифікує стан збереження цього виду як близький до загрозливого. Жовточеревим куретам загрожує знищення природного середовища.